# Condado de Fallon
O Condado de Fallon é um dos 56 condados do estado norte-americano do Montana. A sede de condado é Baker, que é também a sua maior cidade. O condado tem uma área de 4204 km² (dos quais 8 km² estão cobertos por água), uma população de 2837 habitantes, e uma densidade populacional de 0,7 hab/km² (segundo o censo nacional de 2000). O condado foi fundado em 1913 e o seu nome é uma homenagem a Benjamin O'Fallon, ameríndio e agente federal.